# Медведева, Наталья Павловна
Ната́лья Па́вловна Медве́дева (18 декабря 1915 года, Петроград — 12 августа 2007 года, Москва) — советская актриса театра и кино.

## Биография
Наталья Павловна Медведева родилась 18 декабря 1915 года в Петрограде в интеллигентной семье. Её мать в прошлом — актриса. Отец, Павел Николаевич Медведев, был профессором литературы. Долгое время он был членом правления Союза писателей Ленинграда.
В 1937 году Павел Николаевич был арестован, а в 1938-м расстрелян. До его реабилитации в 1957 году Наталья Павловна жила, как дочь «врага народа».
Несмотря на это, в 1939 году Наталья Павловна поступила в Ленинградский театральный институт по классу Леонида Сергеевича Вивьена и в 1943 году его окончила.
С 1943 по 1944 год — актриса Свердловского драматического театра под руководством Е. Брилля.
С 1944 по 1945 — актриса Московского областного театра драмы. 
В 1945 — 1954 и с 1957  по 1979 годы — актриса Московского драматического театра на Спартаковской (с 1968 года — Театр на Малой Бронной).
В 1954 — 1957 — актриса Театра имени Моссовета.  
Участвовала в радиопостановках: Фрау Анна, мать Стивена («Жаркое лето в Берлине» по роману Э.Д.Кьюсак (1963 г.; режиссёр – А. А. Гончаров) и другие. 
Снималась в кино у выдающихся режиссёров: В. И. Пудовкина, А. Л. Птушко, А. Г. Зархи, С. А. Герасимова, С. И. Самсонова. 
Наталья Павловна скончалась 12 августа 2007 года в Москве. Похоронена в Москве на Химкинском кладбище.

## Роли в кино
- 1952 — Возвращение Василия Бортникова — Авдотья
- 1955 — За витриной универмага — Анна Андреевна Андреева, директор фабрики
- 1956 — Илья Муромец — княгиня Апраксия
- 1959 — Человек меняет кожу
- 1959 — Люди на мосту — Анна Семёновна
- 1960 — Трижды воскресший — Анна Михайловна Шмелёва, секретарь райкома партии
- 1960 — И снова утро
- 1962 — Люди и звери — Валентина Сергеевна Павлова, жена брата
- 1967 — Дом и хозяин — Зина
- 1971 — Алексеич
- 1975 — Ольга Сергеевна — Дежурная
- 1976 — Преступление — Лидия Андреевна Дорохина, директор школы
- 1976 — Дни хирурга Мишкина — Майя Петровна
- 1994 — Частная история

## Озвучивание мультфильмов
- 1955 — Заколдованный мальчик — мать Нильса

## Семья
- первый муж (с 1934) — инженер-металлург Пётр Ефимович Бельский, лауреат Сталинской премии
- дочь — журналист Галина Петровна Бельская (род. 1936), сотрудник журнала «Знание — сила»
- второй муж — актер Семён Григорьевич Соколовский. Народный артист РСФСР (1973)